# Francesc Gavaldà
Francesc Gavaldà (València, 1618 – 1686) fou un cronista valencià en llengua castellana.
Fou catedràtic de Teologia i membre de l'orde dels predicadors (1633), consultor del bisbe de Vic Francesc Crespí de Valldaura, prior del convent de València (1666) i qualificador de la Inquisició.

## Obra
La seva obra:
- Vida de el angel profeta y apostol valenciano San Vicente Ferrer ...
- Memoria de los sucessos particulares de Valencia y su Reino: los años mil seiscientos quarenta y siete, y quarenta y ocho, tiempo de peste
- Declaración de la syntaxis del maestro Torrela: con notaciones en romance castellano...